# 4ストローク機関
4ストローク機関（フォーストロークきかん、英語: Four-stroke cycle engine）とは、容積型内燃機関の1種で、エンジンの動作周期の間に4つの工程を経る、4ストローク/1サイクルエンジンのことである。4サイクル機関や4工程機関、略して4ストとも呼ばれる。

## 概要

4ストローク機関
(1) 吸入
(2) 圧縮
(3) 燃焼・膨張
(4) 排気

4ストローク機関は、空気と燃料の混合気を燃焼室へ取り込み燃焼して燃焼ガスを排出するまでの一連の動作（サイクル）が、ピストンの上昇と下降が2回ずつの合わせて「4回の工程」で行われる、容積型内燃機関である。1サイクルの間には、ピストンがシリンダー内を2往復してクランク軸は2回転する。
自動車やディーゼルエンジンを動力源とする鉄道車両や通常動力型潜水艦などで用られているほか、比較的小型の航空機でも用いられる。また、定置型の動力源、農林業で用いられる可搬型の作業機械としても広く用いられている。なお、大型船舶のディーゼルエンジンは2ストロークが多い。
ホンダ・カブ（スーパーカブ）では4ストロークエンジンが採用され、低燃費（50スーパーカスタムでは180km/L）と高寿命高耐久性により、日本国外にも多く知られている。

## 工程
ガソリンエンジンとして広く普及しているものはドイツのニコラス・オットーによって発明されたオットーサイクルで、燃焼のきっかけとして電気火花を利用することから火花点火機関と呼ばれることもある。ロータリーエンジン（バンケルエンジン）はピストンを使わないが基本原理は同様で、オットーサイクルの1つとして分類される。1サイクル中の4工程は次の通りである。
1. 吸入工程 : ピストンが下がり混合気（燃料を含んだ空気）をシリンダ内に吸い込む工程。
2. 圧縮工程 : ピストンが上死点まで上がり混合気を圧縮する工程。
3. 燃焼工程 : 点火プラグにより点火された混合気が燃焼し、燃焼ガスが膨張してピストンが下死点まで押し下げられる工程。以前は爆発工程と言った。
4. 排気工程 : 慣性によりピストンが上がり燃焼ガスをシリンダ外に押し出す工程。

ガソリンエンジンのサイクル
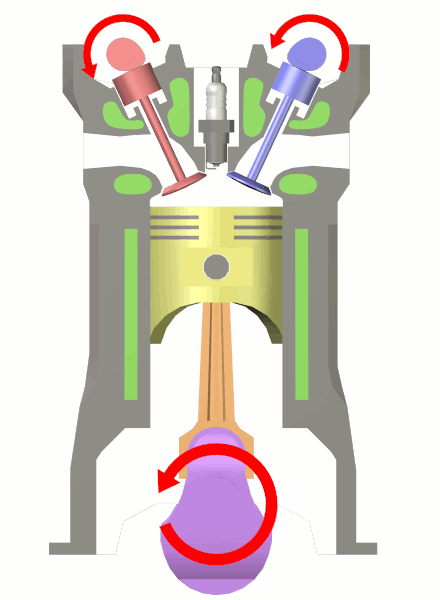
初期状態。ピストンは上死点。
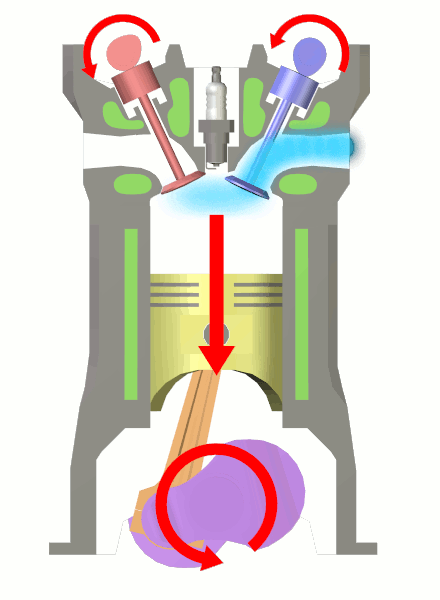
1 - 吸入工程
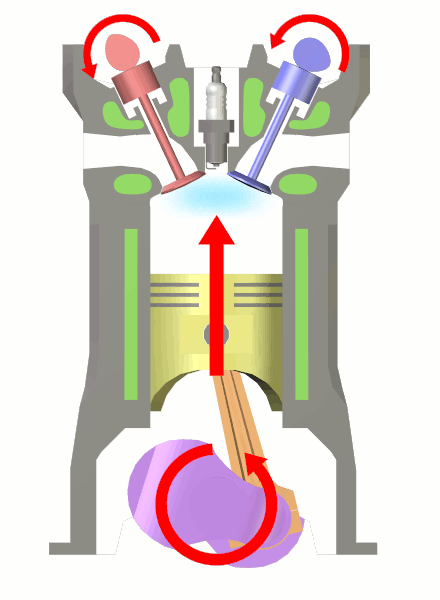
2 - 圧縮工程
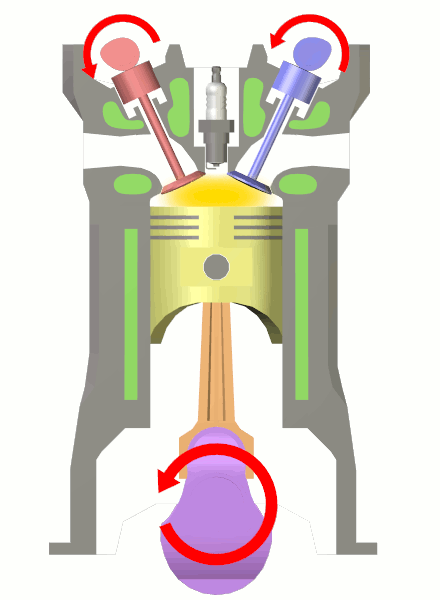
燃料へ点火
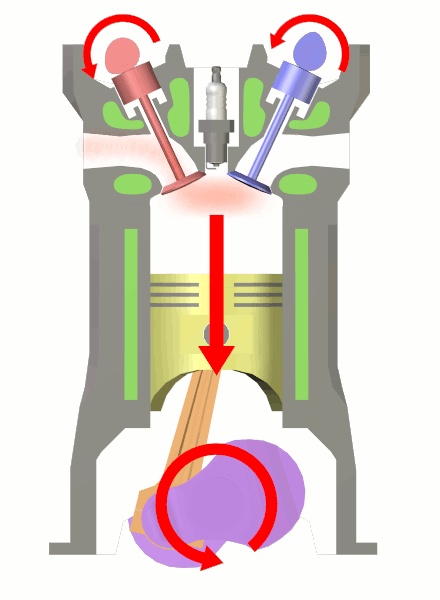
3 - 燃焼・膨張工程
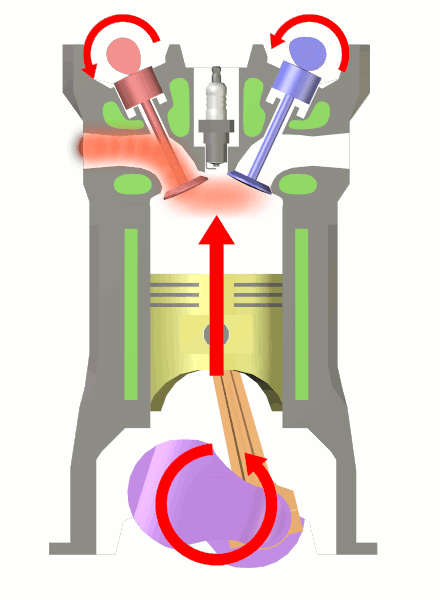
4 - 排気工程

軽油などの自己着火性の高い燃料を用いるエンジンとして普及しているものは、ルドルフ・ディーゼルが発明したディーゼルサイクルである。ディーゼルサイクルを利用したエンジンはディーゼルエンジンと呼ばれる。ディーゼルサイクルは次の4工程で構成される。
1. 吸入工程 : ピストンが下がり、空気のみをシリンダ内に吸い込む工程。
2. 圧縮工程 : ピストンが上死点まで上がり空気のみを圧縮する工程。
3. 燃焼工程 : 圧縮により高温になった空気に燃料が噴射され、熱により燃料が自己着火して燃焼し、燃焼ガスの膨張力によりピストンを下死点まで押し下げる工程。
4. 排気工程 : 慣性によりピストンが上がり、燃焼ガスをシリンダ外に押し出す工程。

## 工夫
自動車や航空機用のエンジンの多くは点火プラグをシリンダーあたり2本持つ。
メカニズムを簡素化するために、点火プラグは、掃気の工程であるピストンが上死点に近づく位置でも火花を放出する。

## 2ストローク機関との比較
燃料に同じガソリンを用いる場合について2ストローク機関と比較すると、未燃焼成分である炭化水素や潤滑油の燃焼に伴う粒子状物質の排出量が少なく、三元触媒を用いて窒素酸化物や一酸化炭素の排出を抑制しやすい。燃焼効率や熱効率が高く、燃費が良好である。排気の騒音が2ストローク機関より低い。爆発（作用）ストロークが下死点近くまで続いて働き、他の3ストロークをこなすための慣性装置（フライホイール）の働きも強いので、低速回転の安定性や操作性は2ストローク機関に勝る。
一方で、クランクシャフトの回転に対する燃焼工程の回数が2ストローク機関の半分になるため、同じ排気量で比較すると出力（軸トルク）が低い。吸排気バルブとその駆動機構やエンジンオイルの循環機構などのために部品点数が多く、重量や価格の面で不利である。必要な整備間隔は長くなるとしても整備には手間と費用が掛かる。

### 競技用オートバイにおける4ストロークエンジン
1960年代以降、耐久性の問題を克服した2ストロークエンジンが競技用オートバイの世界を席巻したが、1980年代に入ると4ストロークエンジンが復権するようになった。
オフロードでは1980年代にハスクバーナがビッグボアの4ストロークエンジンのエンデューロマシンを開発。欧州エンデューロ選手権（現在の世界選手権）で開発者でもあるトーマス・グスタフソンがタイトルを獲得する活躍を見せた。ハスクバーナがカジバに買収された際、グスタフソンは仲間を連れて退社し、フサベルを設立した。
1990年代にヴェルテマティ・レーシングが、フサベルのエンデューロ用バイクをモトクロッサーに改造してモトクロス世界選手権の500ccクラスで複数回タイトルを獲得。高速域でもトルク特性が安定している4ストロークエンジンの強みが注目されるようになった。また同時期に北米モトクロス（AMAモトクロス/AMAスーパークロス）では排ガス規制の関係から4ストロークエンジンが規則で推奨されるようになり、日本メーカーをはじめとする各社が4ストロークエンジンを導入するようになった。4ストロークエンジンの特性はトップレベルのモトクロスの環境に合致し、現在では育成クラスを除くと4ストロークエンジンのみに限られている。
マシンの軽量化が命のトライアルでは2ストローク優位と思われていたが、2005年前後からホンダは傘下のトライアルバイクメーカーであるモンテッサのシャシーに、4ストロークエンジンを搭載した。トライアルでは当時珍しかった燃料噴射装置（FI）を採用して、4ストロークの低速トルクの良さを高めつつ、高回転域の伸びも2ストロークエンジンに対抗できるレベルに改良した。これを天才トニー・ボウが操って、屋外・屋内双方の世界選手権で17連覇という圧倒的な戦績を治め、全日本選手権でも小川友幸が11連覇を2023年に達成した。
市販車ロードレースの世界では、北米AMAのフォーミュラ1規定において750ccの2ストロークエンジンが猛威を振るっていたが、タイヤが引き裂かれるほどのハイパワーによる安全の懸念、さらには一社独占状態が続いたこともあり、1985年にそれまで下位クラスであった4ストロークエンジンのスーパーバイククラスが最高峰クラスにとって代わり、欧州のスーパーバイク世界選手権でも1988年の設立当初から4ストロークエンジンに限定して開催されるようになった。プロトタイプ規定のロードレース世界選手権（現MotoGP）でも市販車の趨勢に合わせて、2000年代からは最高峰クラス（WGP500ccクラス→MotoGPクラス）は4ストロークエンジンのみに限られるようになった。